# Zhao Erxun
Zhao Erxun, ou Chao Erh-sun (chinois simplifié : 赵尔巽 ; chinois traditionnel : 趙爾巽 ; pinyin : zhào ěrxùn, 1844-1927), est un historien et politicien mandchou et le frère de Zhao Erfeng. Ils sont tous deux issus d'une famille de Tieling, dans la province du Fengtian (奉天省) (aujourd'hui province du Liaoning, région d'origine du peuple mandchou). Il fut gouverneur du Hubei (1907–1908) et du Sichuan (1908–1911) et vice-roi (1911) et gouverneur (1912) du Fengtian. Il faisait partie de la bannière bleue, han, des Huit Bannières.

## Biographie
En mars 1907, il devient vice-roi du Sichuan (四川总督), jusqu'à être remplacé par son frère en août de la même année. Il devient alors vice-roi du Huguang (湖广总督, la province du Huguang, correspondant aux actuelles provinces du Hubei et du Hunan avant leur division).
À partir 1908, et en quatre ans, son frère Zhao Erfang réforma le Kham, en abolissant le système des chefs locaux (Tusi) et en les remplaçant par des révocables (gaitu guiliu zhangcheng) et transforme les principautés en xian (县/縣) ou en fu (府).
Zhao Erfeng et Zhao Erxun étendent le contrôle chinois sur l'Est du Tibet (Kham) et envoient une armée à Lhassa in 1908. Ils travaillent d'abord avec Thubten Gyatso, le XIIIe dalaï-lama restauré mais le chassent plus tard après des désaccords sur un conflit entre les Lamas de l'Est du Tibet et le gouvernement du Sichuan[citation nécessaire]. Il est probable que cela, en plus de la hausse des taxes, ait causé la rébellion de septembre 1911 au Sichuan, communément appelé, Mouvement de protection des voies ferrées. Une version différente est expliquée par Han Suyin qui pense que le problème principal était le contrôle d'une prochaine voie ferrée entre le Sichuan et le reste de la Chine.

## Œuvres
- 赵尔巽等, Ébauche d'une histoire des Qing (《清史稿》), 中华书局点校本